# Музеј примењене уметности у Београду
Музеј примењене уметности у Београду основан је 6. новембра 1950. године, и припада категорији уметничких музеја специјализованог типа. Основна делатност музеја је да прикупља, чува, проучава и излаже предмете примењене уметности. Поред националне уметности, ради се на прикупљању и представљању дела примењене уметности из других делова Европе и света, који је преко културних и привредних веза дошао на наше просторе.

## Зграда музеја
Зграда Музеја примењене уметности подигнута је у периоду од 1927. до 1929. године. Саграђена је као двоспратна палата у академском стилу, са репрезентативним улазом и пространим мермерним степеништем са оградом од кованог гвожђа. Иако су временом вршене различите адаптације, здање је сачувало дух времена у коме је подигнуто. Аутори овог маркантног објекта београдске међуратне архитектуре су архитекти Стеван Белић (пројекат), Никола Краснов (фасада) и Нерегар (унутрашња декорација). Музеј је лоциран у самом срцу Београда, близу Кнез Михаилове улице, која је главна трговачка улица у граду и уједно и пешачка зона која води ка најзначајнијем туристичком споменику Београда, средњовековној тврђави Калемегдан.

## Музејска колекција
Музеј је током прве године од оснивања откупио вредну збирку разноврсних уметничких предмета, које је у периоду од тридесет година скупљао сликар и графичар Љуба Ивановић. У тој збирци се налазило око 3000 предмета, међу којима су се по историјској и уметничкој вредности истицали златарски производи, старе рукописне и штампане књиге, предмети резбарени у дрвету, дрворезне и сликане иконе и други предмети. Најстарији предмети који се налазе у музеју су из периода четвртог века пре нове ере, и припадају нумизматичкој збирци (новац Старе Грчке) у Одсеку за метал и накит, док збирке у Одсеку за савремену уметност садрже и најмодернију уметничку продукцију.
Музејске збирке прате развој примењене уметности у распону од 2400 година. Музеј поседује више од 37000 предмета примењене уметности, међу којима се налазе дела и од изузетног уметничког и културног значаја.

### Одсек за метал са накитом
Одсек за метал са накитом садржи предмете од племенитих и неплеменитих метала од античког доба до почетка XX века. Чува се и богата колекција накита, у оквиру које посебно место заузима српско средњовековно сребрно прстење, антички новац, геме и камеје, сребрнина, као и предмети сакралног карактера.

### Одсек за стилски намештај
Одсек за стилски намештај садржи предмете од XIV до почетка XX века. Поседује најпотпунију збирку намештаја XIX века у Србији, а изузетну занимљивост представља јединствена колекција сунчаних сатова из XVII и XVIII века.

### Одсек за текстил и костим
Одсек за текстил и костим чува предмете од IV до почетка XX века. Јединствене су колекције коптских тканина, уметничког веза, оријенталних тепиха, западноевропских таписерија, пиротских ћилима, као и српског грађанског костима.

### Одсек за фотографију и примењену графику
Одсек за фотографију и примењену графику садржи предмете од XIV до средине XX века. Чувају се ретки примерци српске штампане књиге, оријенталних рукописа, средњовековних икона, као и заоставштине фотографа XIX века и родоначелника српске примењене уметности Анастаса Јовановића и истакнутог надреалисте Николе Вуча.

### Одсек за керамику, порцелан и стакло
Одсек за керамику, порцелан и стакло садржи предмете од античког доба до почетка XX века. Поседује квалитетне примерке параћинског и јагодинског стакла, репрезентативне колекције италијанске мајолике, стакла Емила Галеа, као и вредне примерке порцелана Државне мануфактуре Беча.

### Одсек за савремену примењену уметност
Одсек за савремену примењену уметност садржи разноврсни материјал из свих области примењене уметности у периоду од почетка XX века до наших дана. Веома су драгоцене колекције међуратне примењене уметности, а посебно дела Душана Јанковића и Васе Поморишца, као и послератне југословенске керамике, таписерије и илустрације, фотографије, графичког дизајна, стрипа и плаката.

### Одсек за архитектуру
Одсек за архитектуру прати све активности струке и од 1974. године организује сваке године традиционалну музејску манифестацију Салон архитектуре, која представља преглед једногодишње домаће архитектонске продукције.

### Одсек за конзервацију
Одсек за конзервацију поседује специјализовану радионицу за конзервацију и рестаурацију стилског намештаја, која је истовремено централна музејска радионица за дрво у Србији. Музеј такође има радионицу за текстил.

### Одсек за централну документацију
Одсек за централну документацију садржи евиденцију целокупног музејског материјала, централни каталог, фототеку и хемеротеку.

### Одсек за едукацију
Одсек за едукацију, осим редовног педагошког рада, сваке године организује традиционалну изложбу Дечји октобарски салон, једну од највећих манифестација дечје ликовне уметности, основану 1964. године.

### Одсек за односе с јавношћу
Одсек за односе с јавношћу бави се интерном и екстерном музејском комуникацијом. Промовишући музејске догађаје обликује корпоративни идентитет Музеја.

### МПУАрт
МПУАрт је специјализована продавница која нуди репрезентативни избор копија средњовековног накита, реплике музејских предмета, као и дела савремених дизајнера. Осим тога, овде се може набавити специјализована литература из примењене уметности.

## Изложбена активност
Музеј има веома развијену изложбену активност, као и сопствену издавачку делатност. Салон архитектуре, Дечји салон примењене уметности, Салон савремене примењене уметности и Тријенале керамике представљају већ традиционалне музејске изложбене активности. Сваког шестог новембра, на дан оснивања музеја, одржава се студијска изложба, која има за циљ приказивање до тада неистражених подручја примењене уметности код Срба. У оквиру четири независне галерије организују се тематске студијске изложбе, Салони савремене примењене уметности као и гостујуће изложбе из земље и иностранства. На другом спрату Музеја изложба На први (п)оглед: Музеј примењене уметности, представља експонате из музејских колекција историјских одсека.

## Галерија
- Одсек за фотографију и примењену графику – Грб династије Немањић, Београдски грбовник II, почетак XVII века
- Одсек за метал са накитом – Пафте, почетак XIX века
- Одсек за текстил и костим – Тепелук, друга половина XIX века
- Одсек за текстил и костим – Венчаница, кројачки салон Берте Алкалај, Београд 1911.
- Одсек за савремену примењену уметност – Комплет (хаљина, јакна и шал), Душан Јанковић, Париз, 1927
- Одсек за савремену примењену уметност – Модни креатор Александар Јоксимовић и манекенке у моделима из колекције Симонида, фотографија, Београд 1967.
- Силав, мушки појас.
- Кубура, XIX век.